# Flandernschlachten

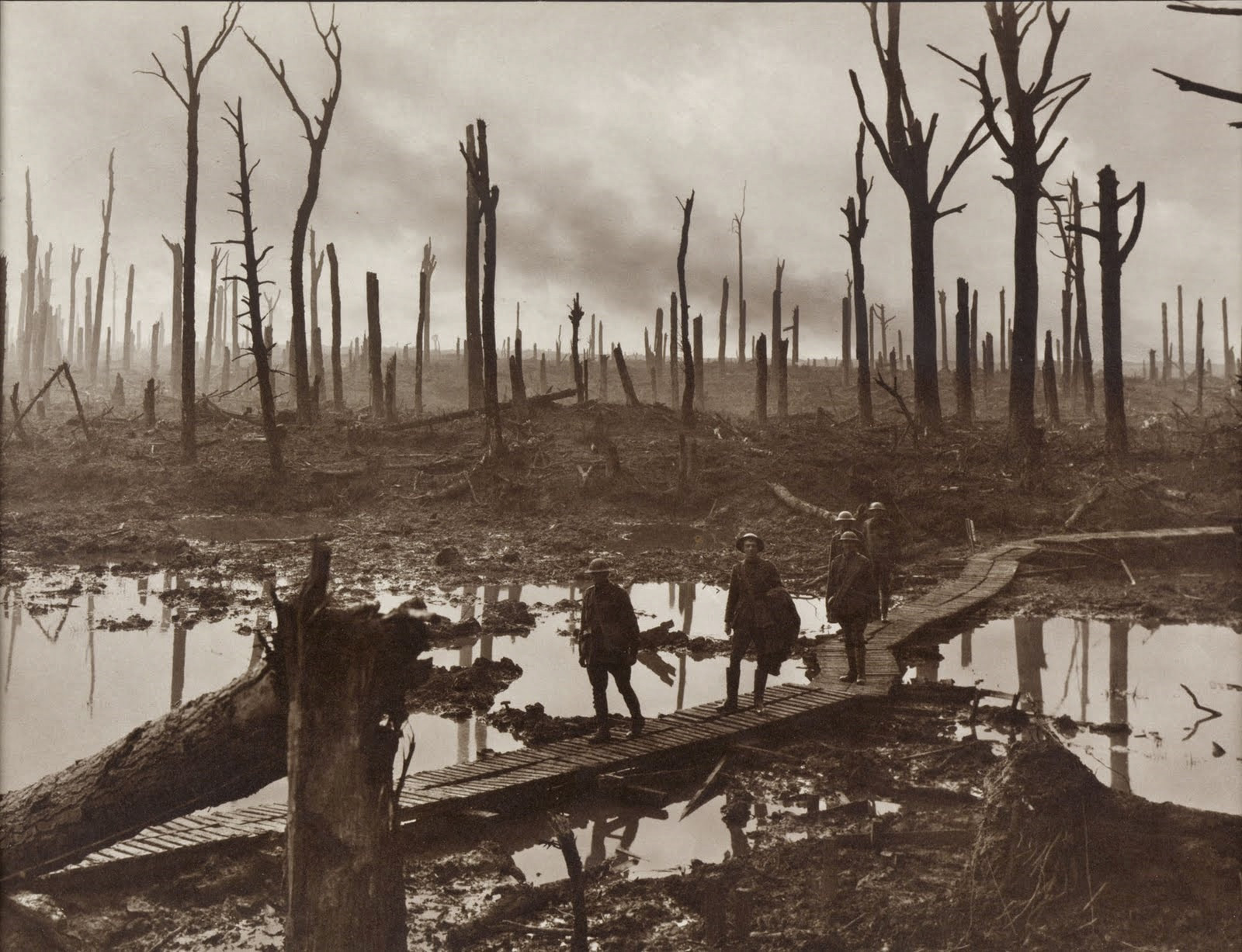
Australische Soldaten in einer zerstörten Landschaft (Chateau Wood, nahe Hooge), Ende Oktober 1917 (Dritte Flandernschlacht)

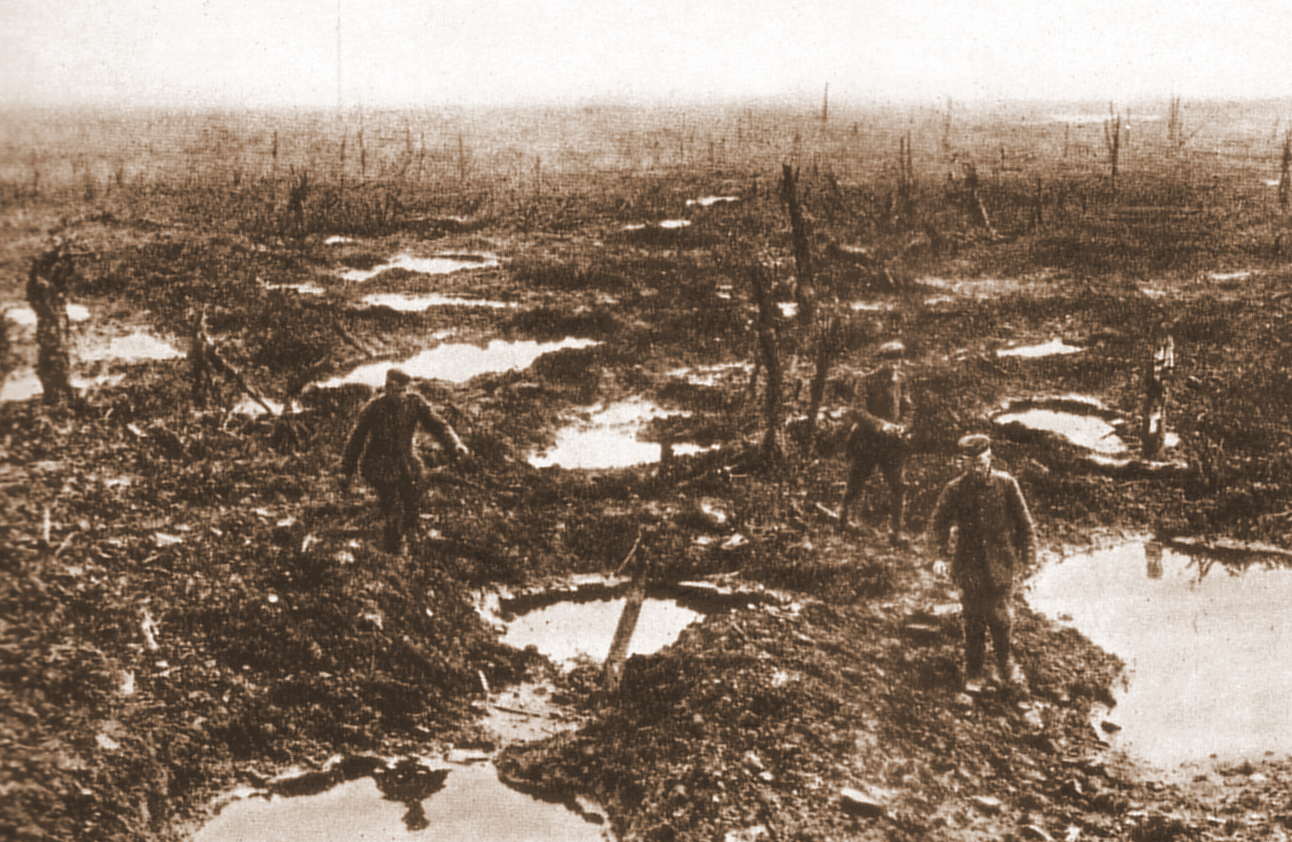
Trichterfeld bei Geluveld nahe Ypern

Die vier großen Flandernschlachten der Jahre 1914, 1915, 1917 und 1918 in Französisch-Flandern und im belgischen Flandern (Westhoek) zählten zu den bedeutendsten Schlachten an der Westfront des Ersten Weltkriegs. Insbesondere die Dritte Flandernschlacht von 1917 war, was Ausmaß und Opferzahlen betrifft, vergleichbar mit der Schlacht an der Somme und nimmt einen besonderen Platz im kulturellen Gedächtnis Großbritanniens und seiner ehemaligen Dominions ein. In den Schlachten standen dem deutschen Heer Truppen aus den vorgenannten Ländern sowie aus Frankreich, Belgien und Portugal bzw. den Kolonien gegenüber. Gekämpft wurde im sogenannten Ypernbogen und dessen Ausläufer, dem Wytschaete-Bogen, unter anderem um das Höhengelände von Messines und Wytschaete oder um den Kemmelberg. Diese strategischen Positionen sollten genutzt werden, um die jeweiligen Ziele – auf deutscher Seite die Zerstörung der Operationsbasis und die Ausschaltung der Versorgungshäfen der British Expeditionary Force (BEF), auf britischer unter anderem die Neutralisierung der deutschen U-Boot-Basen an der flämischen Küste – zu verwirklichen und damit einen entscheidenden Vorteil zu erlangen.

## Überblick

### Erste Flandernschlacht 1914
Die Erste Flandernschlacht dauerte vom 20. Oktober bis zum 18. November 1914 und entstand direkt aus dem nach der Schlacht an der Marne einsetzenden Wettlauf zum Meer. Es gelang den Truppen der Entente, die deutschen Durchbruchsversuche abzuwehren, die auf die französischen Kanalhäfen (Calais, Dunkerque, Boulogne usw.) zielten. Im Gedächtnis der deutschen Seite blieb vor allem der angebliche „Opfergang“ junger Kriegsfreiwilliger bei Langemark, der Anlass zum Mythos von Langemarck gab. Auf britischer Seite betrachtete man das „Ende der alten BEF“ als böses Omen – statistisch gesehen war jeder der ursprünglich etwa 80.000 Soldaten der BEF bis zum Ende der Schlacht durch Tod, Verwundung oder Gefangennahme ausgefallen. Auch britisch-indische Truppen, die gerade in Europa angekommen waren, wurden in die Kämpfe geworfen.
Die Front stabilisierte sich vor Ypern, um das auch in den folgenden Jahren heftig gerungen wurde. Die berühmten mittelalterlichen Tuchhallen der belgischen Stadt wurden von den Deutschen am 3. November 1914 mit Artillerie beschossen und brannten nieder, was international für Empörung sorgte und als Teil einer Kampagne gegen das belgische Nationalbewusstsein aufgefasst wurde. (Zum Hintergrund siehe Rape of Belgium und Kriegsziele im Ersten Weltkrieg.)

### Zweite Flandernschlacht 1915
Die Zweite Flandernschlacht begann am 22. April und dauerte bis Ende Mai 1915. Sie ist vor allem durch den erstmaligen massiven Einsatz von Giftgas (in diesem Falle Chlorgas) an der Westfront in Erinnerung, der den angreifenden Deutschen einen großen Vorteil verschaffte, aber letztlich nicht schlachtentscheidend war. Erstmals wurden in dieser Schlacht Truppen der Canadian Expeditionary Force im Divisionsverbund eingesetzt. Sie trugen einen großen Anteil zur Abwehr des deutschen Angriffs bei.
Das Gas wurde erstmals am 22. April 1915 eingesetzt. Es wurde aus Druckflaschen abgeblasen und entließ auf einem sechs Kilometer langen Abschnitt eine tödliche Giftwolke in die französischen Schützengräben. Viele der Soldaten starben an Verätzungen der Lungen, tausende erlitten schwere Verletzungen.

### Dritte Flandernschlacht 1917

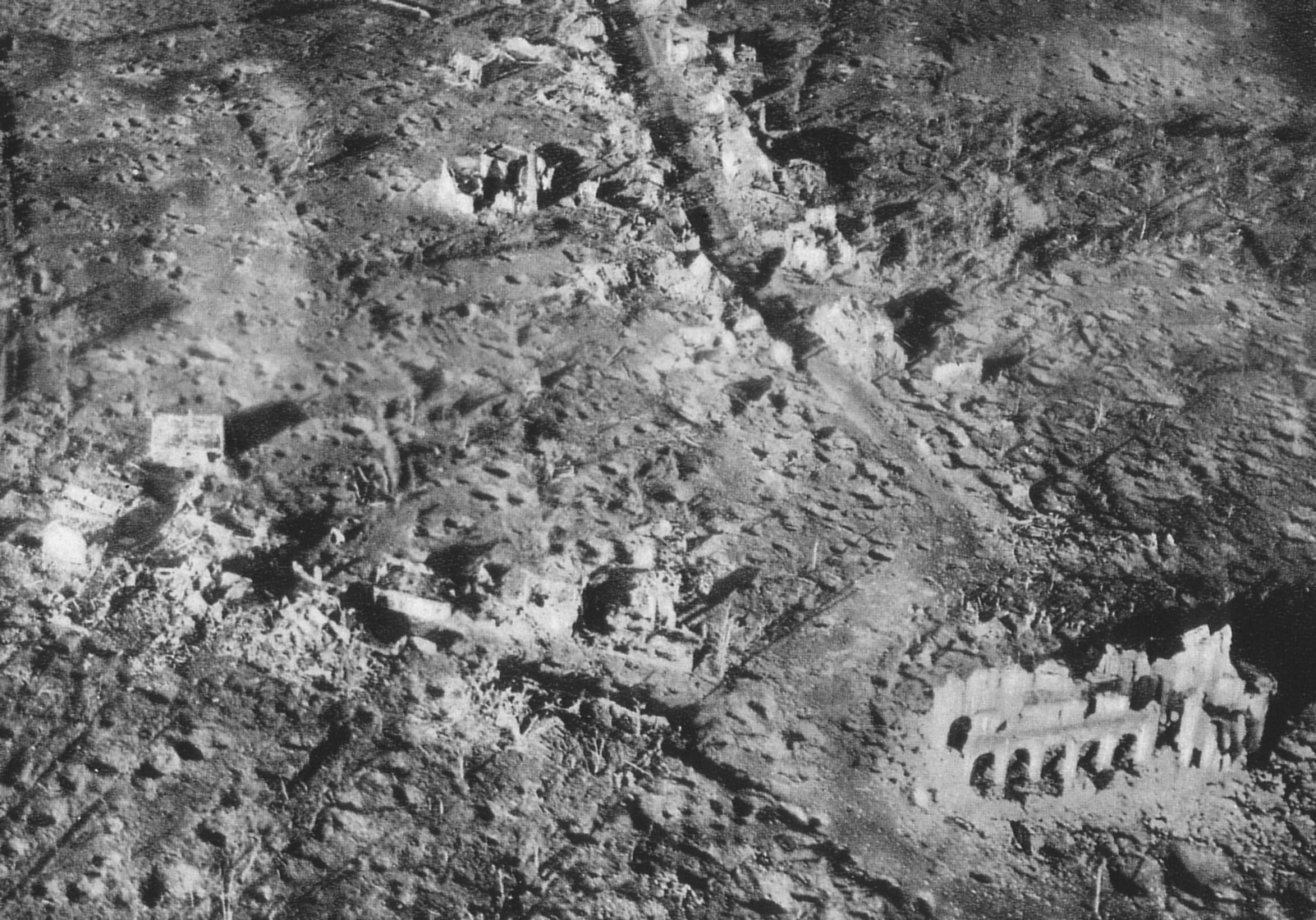
Luftbild des zerstörten Passendale, 1918

Die Dritte Flandernschlacht vom 31. Juli bis zum 6. November 1917 mit ihrem Vorspiel, der Schlacht bei Messines im Juni, zählte zu den größten Schlachten des gesamten Krieges. Insgesamt fielen innerhalb von 100 Tagen über 600.000 Mann beider Seiten durch Tod, Verwundung und andere Ursachen aus, davon waren 250.000 Mann gefallen.
Das belgische Dorf Passendale (engl. Passchendaele) gab der Schlacht ihren englischen Namen, der bis heute für die Grauen des Krieges steht. Die in der Offensive befindlichen Alliierten eroberten in dem durch ständige Regenfälle aufgeweichten Gebiet ein Territorium von rund 130 Quadratkilometern, ohne einen entscheidenden Erfolg zu erzielen. In dieser Schlacht waren Soldaten sämtlicher britischer Dominions im Einsatz, wobei sich die „ANZACS“ und das von Arthur Currie geführte Kanadische Korps besonders auszeichneten.
Im Vorfeld dieser Schlacht kam es in der Nacht vom 12. auf den 13. Juli bei Ypern erstmals zum Einsatz von Senfgas.

### Vierte Flandernschlacht 1918
Die Vierte Flandernschlacht vom 9. bis zum 29. April war Teil der deutschen Frühjahrsoffensive 1918 und zählt zu den letzten Versuchen auf deutscher Seite, das Patt des Grabenkriegs zu durchbrechen. Sie folgte auf die Michael-Offensive im Bereich der Somme und brachte den Deutschen das im Vorjahr verlorene Territorium zeitweilig wieder zurück. Der Angriff blieb jedoch mehrere Kilometer vor dem wichtigen britischen Versorgungsdepot in Hazebrouck stecken. Im weiteren Verlauf des Jahres ergriffen die Alliierten wieder die Initiative und entrissen den Deutschen das Gebiet endgültig. In dieser Schlacht wurde auch das Portugiesische Expeditionskorps eingesetzt.

## Nachwirkungen und Gedenken
Selbst hundert Jahre nach dem Beginn des Ersten Weltkriegs gibt es noch immer Munitionsreste in der Umgebung der belgischen Stadt Ypern. So starben im März 2014 beispielsweise zwei Bauarbeiter bei der Explosion einer Granate aus dieser Zeit. Die Detonation ereignete sich auf einem Industriegelände. Zudem finden sich neben Blindgängern noch zahlreiche Kanister mit dem tödlichen Giftgas, die von einer Sondereinheit der belgischen Armee unschädlich gemacht werden.

### Kriegsgräber- und Gedenkstätten
An die Gefallenen der Kämpfe erinnern im Raum um Ypern zahlreiche Kriegsgräberstätten. Teilweise liegen die Gräber der Gefallenen beider Seiten in unmittelbarer Nachbarschaft oder die Toten beider Seiten liegen auf ein und demselben Friedhof. Zu nennen sind etwa auf deutscher Seite der Deutsche Soldatenfriedhof Langemark (⊙) mit rund 44.300 Toten in Einzel- und Gemeinschaftsgräbern, der Deutsche Soldatenfriedhof Menen (⊙) mit 47.900 Toten, der Deutsche Soldatenfriedhof Vladslo (⊙) mit über 25.600 Toten und der Deutsche Soldatenfriedhof Hooglede (⊙) mit über 8200 Toten, auf die die meisten der rund 134.000 deutschen Kriegstoten in Belgien nach dem deutsch-belgischen Kriegsgräberabkommen von 1954 umgebettet wurden.
Auf britischer Seite erinnern unter anderem der Ehrenbogen Menin Gate (⊙) und der Ypres Town Cemetery and Extension (⊙) in Ypern, der Tyne Cot Cemetery and Memorial to the Missing (⊙) bei Passendale, der Zantvoorde British Cemetery (⊙) bei Zonnebeke, mehrere kleinere Friedhöfe bei Brandhoek (⊙), der Essex Farm Cemetery (⊙) bei Ypern, der Lijssenthoek Military Cemetery (⊙) bei Poperinge, der Maple Copse Cemetery (⊙), der Prowse Point Military Cemetery (⊙), der Polygon Wood Cemetery (⊙), der Buttes New British Cemetery and New Zealand Memorial (⊙) bei Zonnebeke, der Hooge Crater Cemetery (⊙) und der Bedford House Cemetery (⊙) an die Schlachten und ihre Toten. Die anglikanische Kirche St. George’s Memorial Church in Ypern hält alljährlich einen besonderen Gedenkgottesdienst am Armistice Day (11. November) ab. Eine besondere Tradition hat das allabendliche Abspielen des Hornsignals The Last Post am Menin Gate in Ypern in Erinnerung an die Toten des Commonwealth. Diese wurde nur während der deutschen Besetzung Belgiens im Zweiten Weltkrieg unterbrochen.
Die französischen Gefallenen der Flandernschlachten wurden mehrheitlich nach dem Krieg auf den Französischen Nationalfriedhof Notre-Dame-de-Lorette (⊙) bei Ablain-Saint-Nazaire umgebettet, der so zum zentralen französischen Erinnerungsort für die nördlichen Schlachtfelder vom Artois bis zur belgischen Küste wurde. Er beherbergt die Überreste von über 43.000 Gefallenen. In unmittelbarer Nähe wurde in den 2010er Jahren mit Unterstützung des französischen Verteidigungsministeriums das Gefallenenmahnmal Notre-Dame-de-Lorette (⊙) erbaut (auch Ring der Erinnerung). 500 Metallstelen im Innenraum listen die Namen von fast 580.000 in Nordfrankreich Gefallenen aller Nationalitäten alphabetisch geordnet auf, ohne Hinweis auf ihren Rang, ihre Herkunft oder ihre Religion. Der einzige größere französische Militärfriedhof in Belgien (abgesehen vom Beinhaus Ossuaire du Mont Kemmel am Kemmelberg), heißt Saint-Charles de Potyze und liegt bei Wieltje.
An die portugiesischen Gefallenen der Vierten Flandernschlacht wird mit einem Monument in La Couture und dem Portugiesischen Nationalfriedhof im benachbarten Richebourg erinnert.
| Lage der Provinz Westflandern in Belgien |

| Notre-Dame-de-Lorette |

| Richebourg |

| Notre-Dame-de-Lorette |

| Richebourg |

| Langemark |

| Menen |

| Vladslo |

| Hooglede |

| Menin Gate |

| Ypres Town |

| Tyne Cot |

| Zantvoorde |

| Brandhoek |

| Essex Farm |

| Lijssenthoek |

| Maple Copse |

| Prowse Point |

| Polygon Wood |

| Buttes |

| Hooge Crater |

| Bedford House |

| Poelkapelle |

| Sanctuary Wood |

| Messines Ridge |

| Ploegsteert |

| Saint Julien |

| Voormezele |

| Westvleteren |

| Steenkerke |

| Houthulst |

| Keiem |

| Ramskapelle |

| Adinkerque |

| De Panne |

| Hoogstade |

| Saint-Charles de Potyze |

| Yserturm |

| Passchendaele 1917 |

| In Flanders Fields |

| Hill 62 |

| Kemmelberg |

| Höhe 60 |

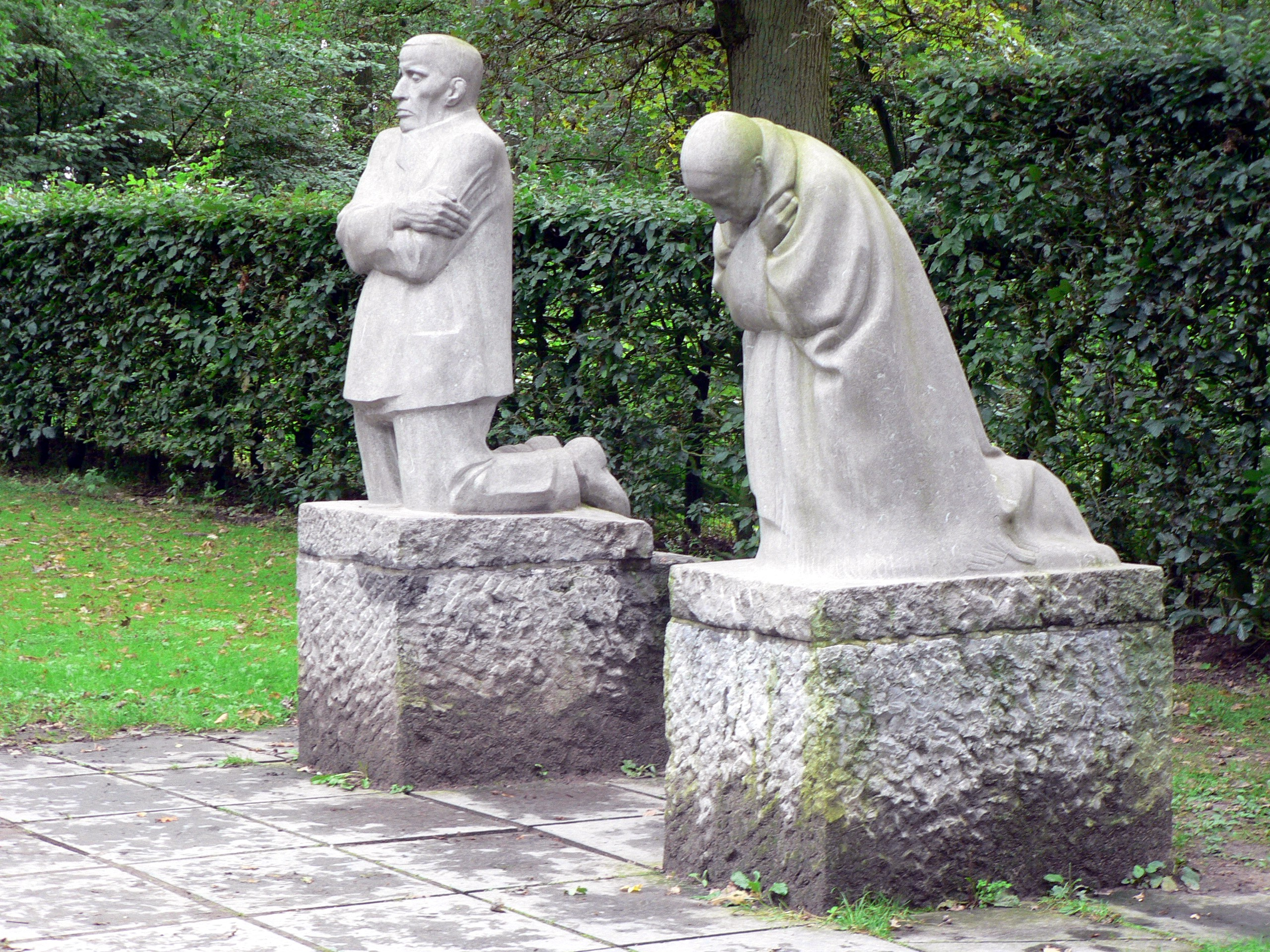
„Trauerndes Elternpaar“, Vladslo
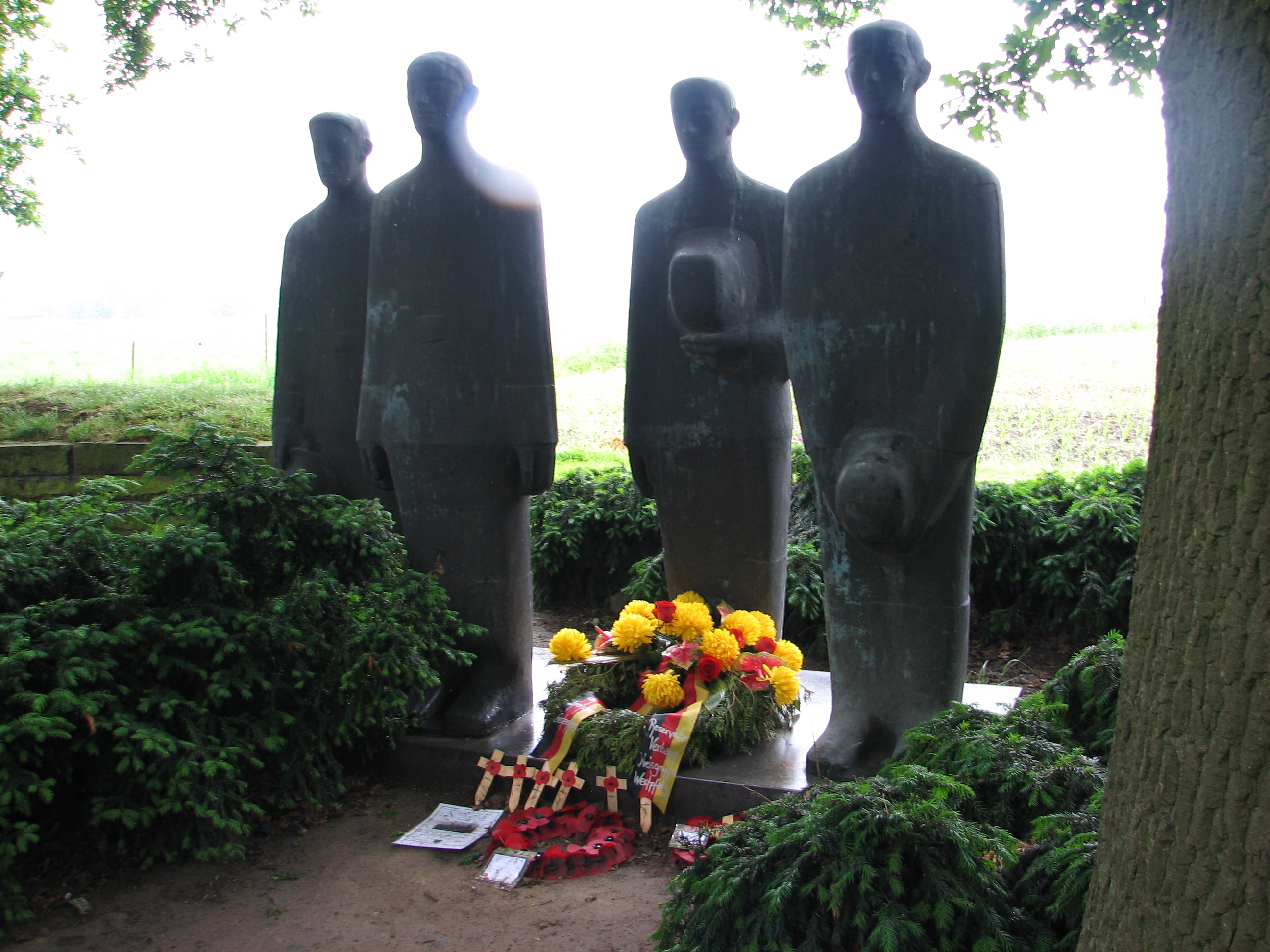
Skulpturengruppe „Trauernde Soldaten“, Langemark
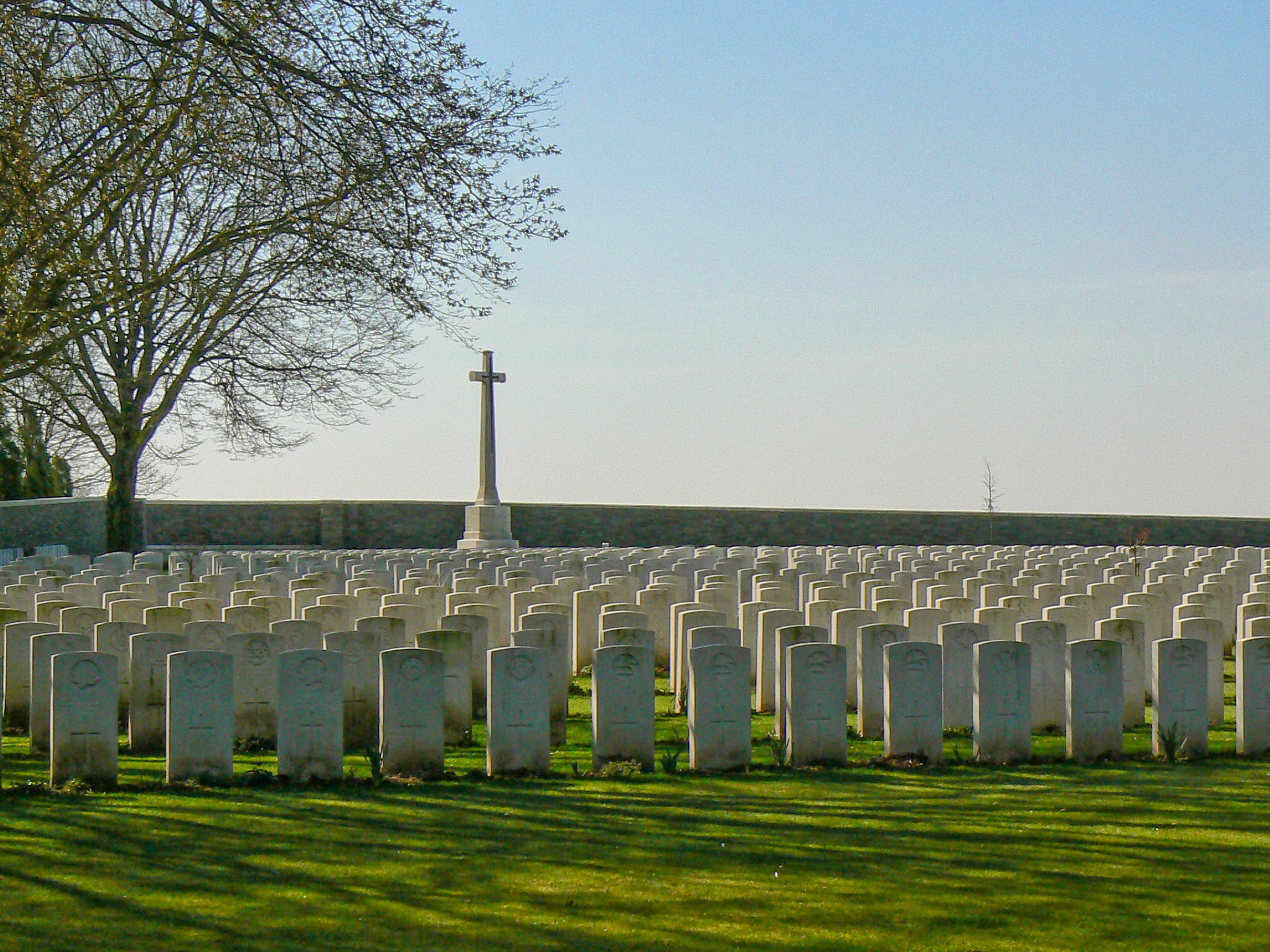
Sanctuary Wood
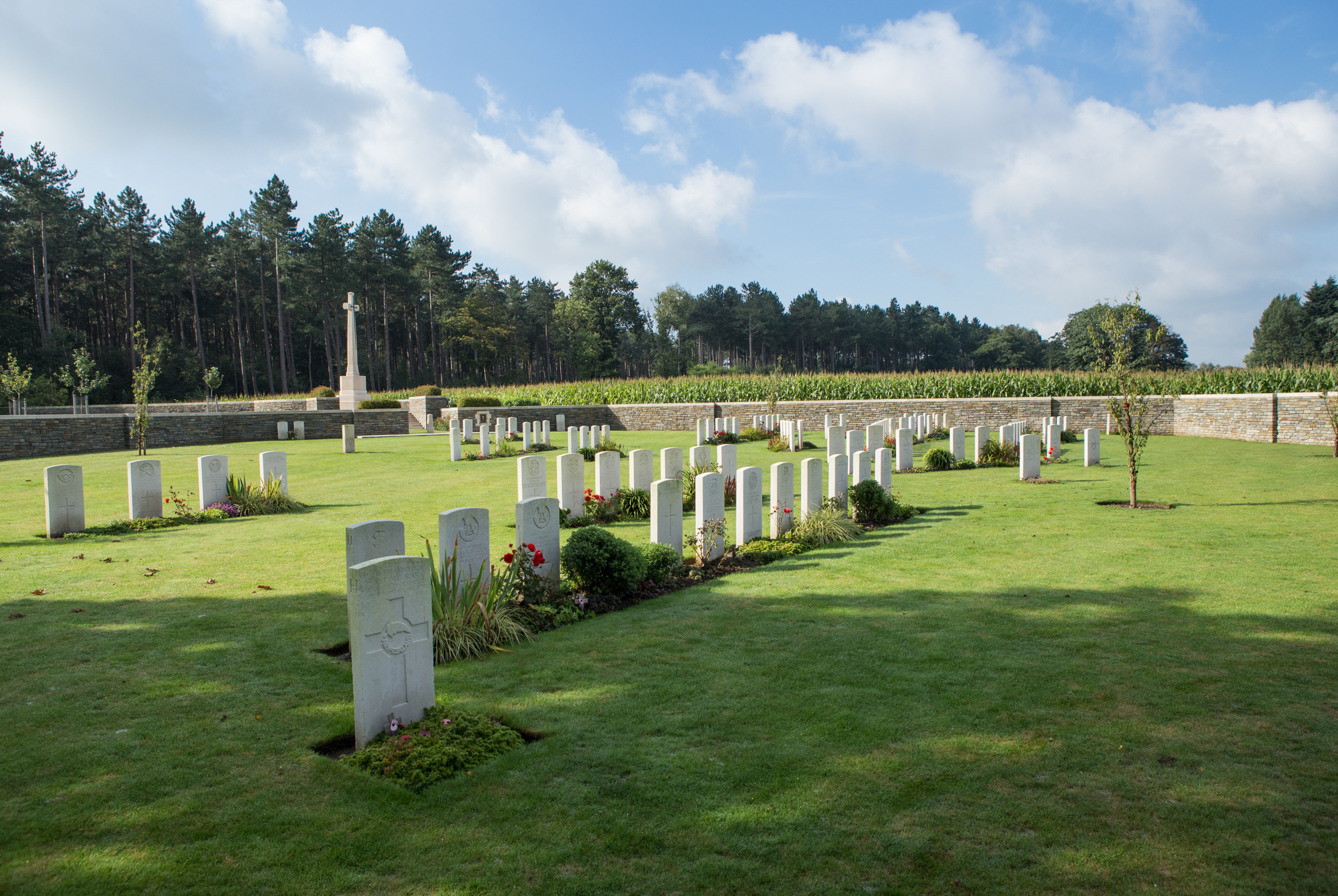
Polygon Wood
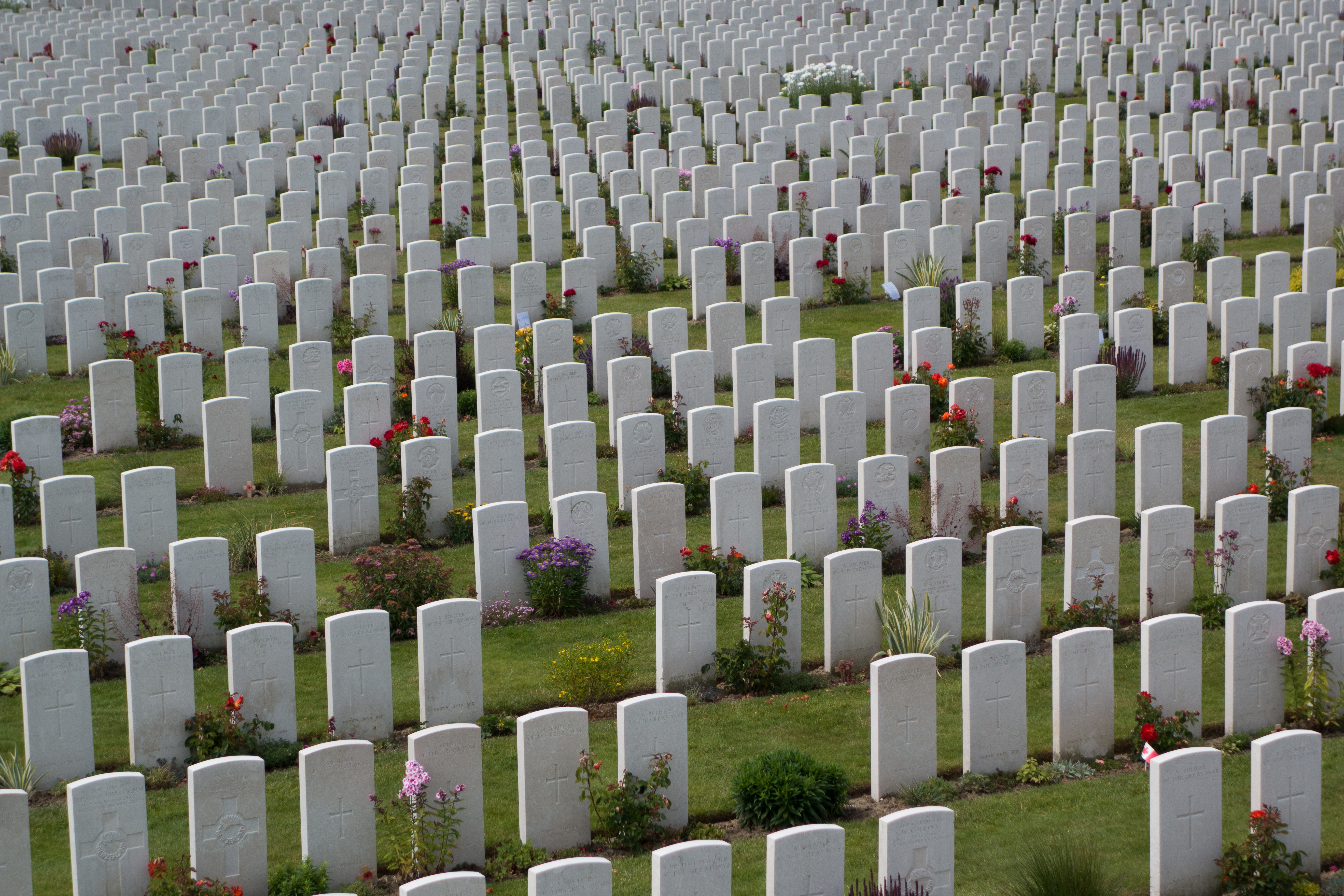
Tyne Cot

### In Flanders Fields

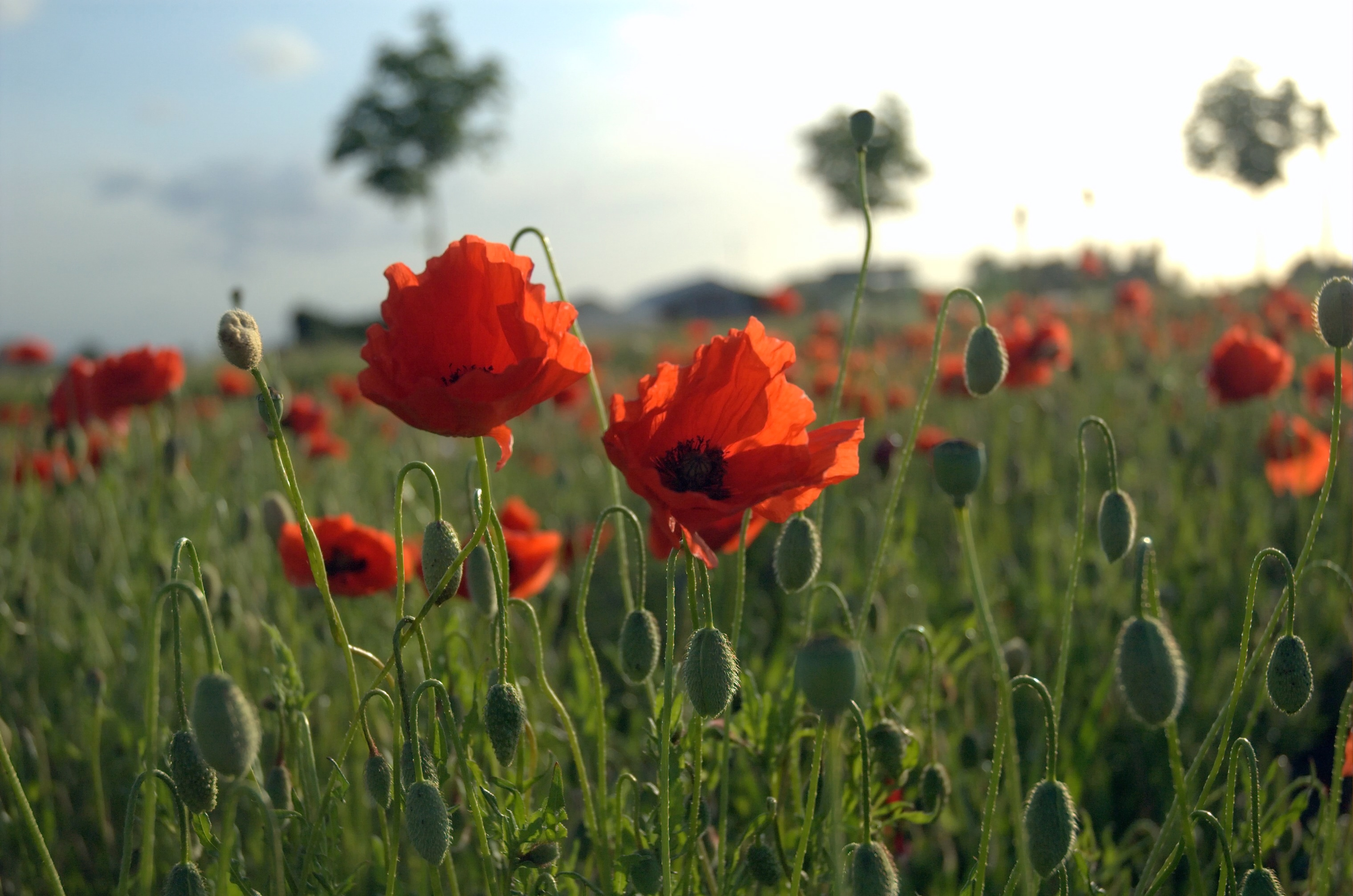
Feld mit Mohnblumen in Flandern

Besondere Bekanntheit erlangte das noch während des Krieges veröffentlichte Gedicht In Flanders Fields des kanadischen Sanitätsoffiziers John McCrae (1872–1918), der es 1915 zur Erinnerung an einen in der Zweiten Flandernschlacht gefallenen Kameraden verfasst hatte.
Der darin erwähnte Klatschmohn gilt als Symbol für die Toten der Kämpfe und wurde Ausgangspunkt für das im englischsprachigen Raum weitverbreitete Gedenksymbol der Remembrance Poppies. Auf deutscher Seite wurde mit einem stilisierten Vergissmeinnicht ein vergleichbares Symbol kreiert, das Bezüge zur Blauen Blume der Romantik und dadurch zur Wandervogel-Bewegung des frühen 20. Jahrhunderts aufweist.

### Museen

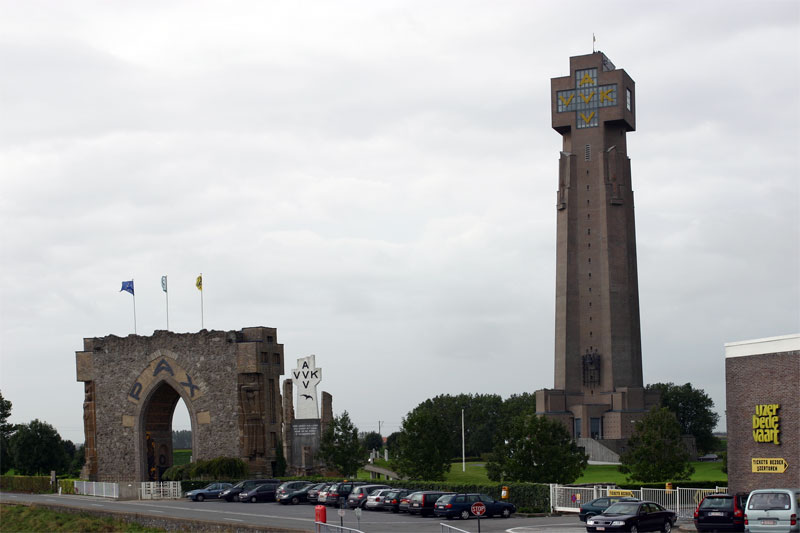
Yserturm und Friedenstor in Diksmuide

In Diksmuide beherbergt der rund 84 Meter hohe Yserturm (IJzertoren) auf 22 Etagen ein Museum über den Ersten Weltkrieg in Flandern. Weitere Museen, die sich mit diesem Teil der Geschichte befassen, sind das „In Flanders Fields Museum“ in Ypern und das „Memorial Museum Passchendaele 1917“ in Zonnebeke.

### Kunstwerke (Galerie)

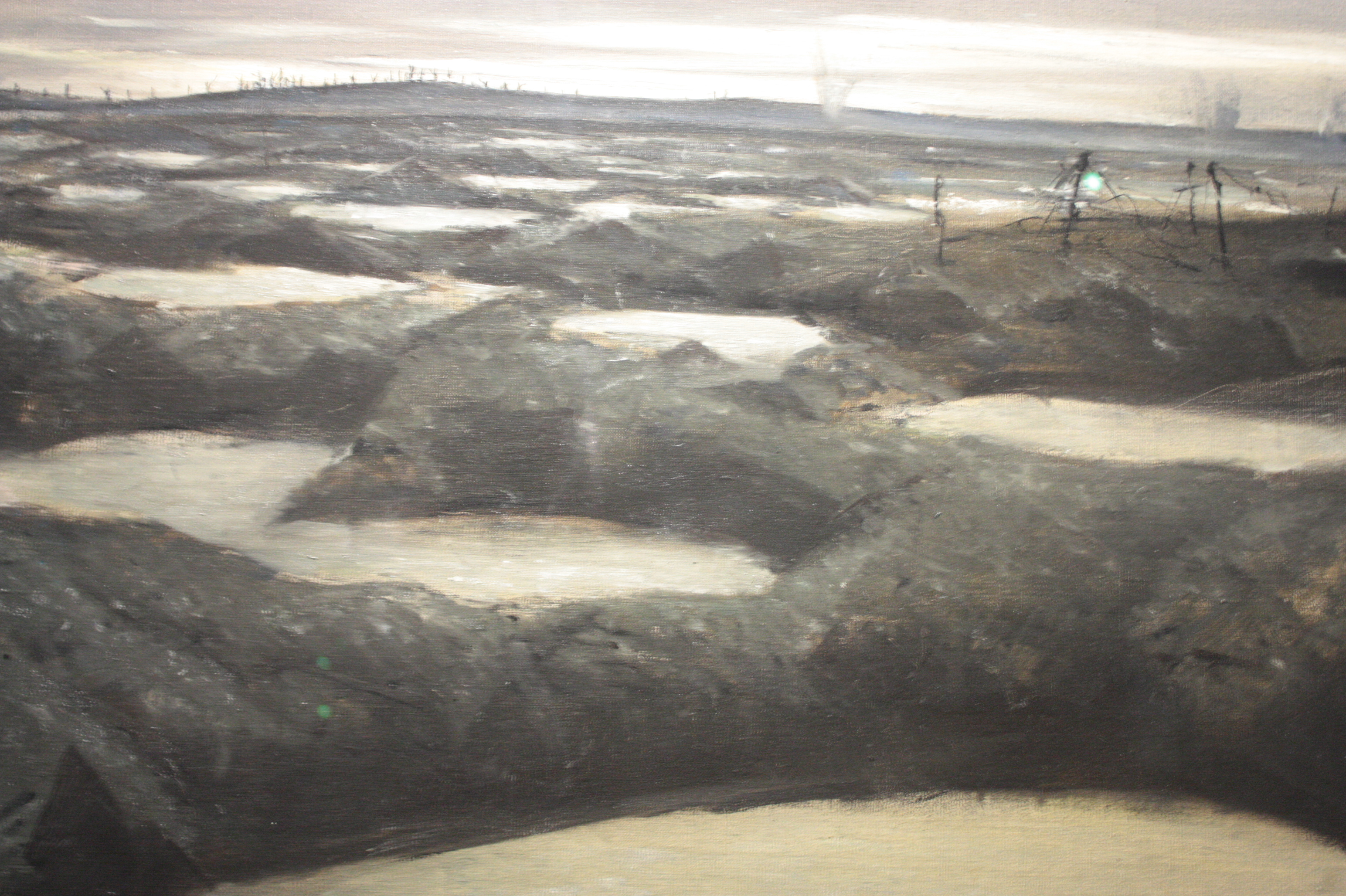
After The Push Christopher R. W. Nevinson, 1917
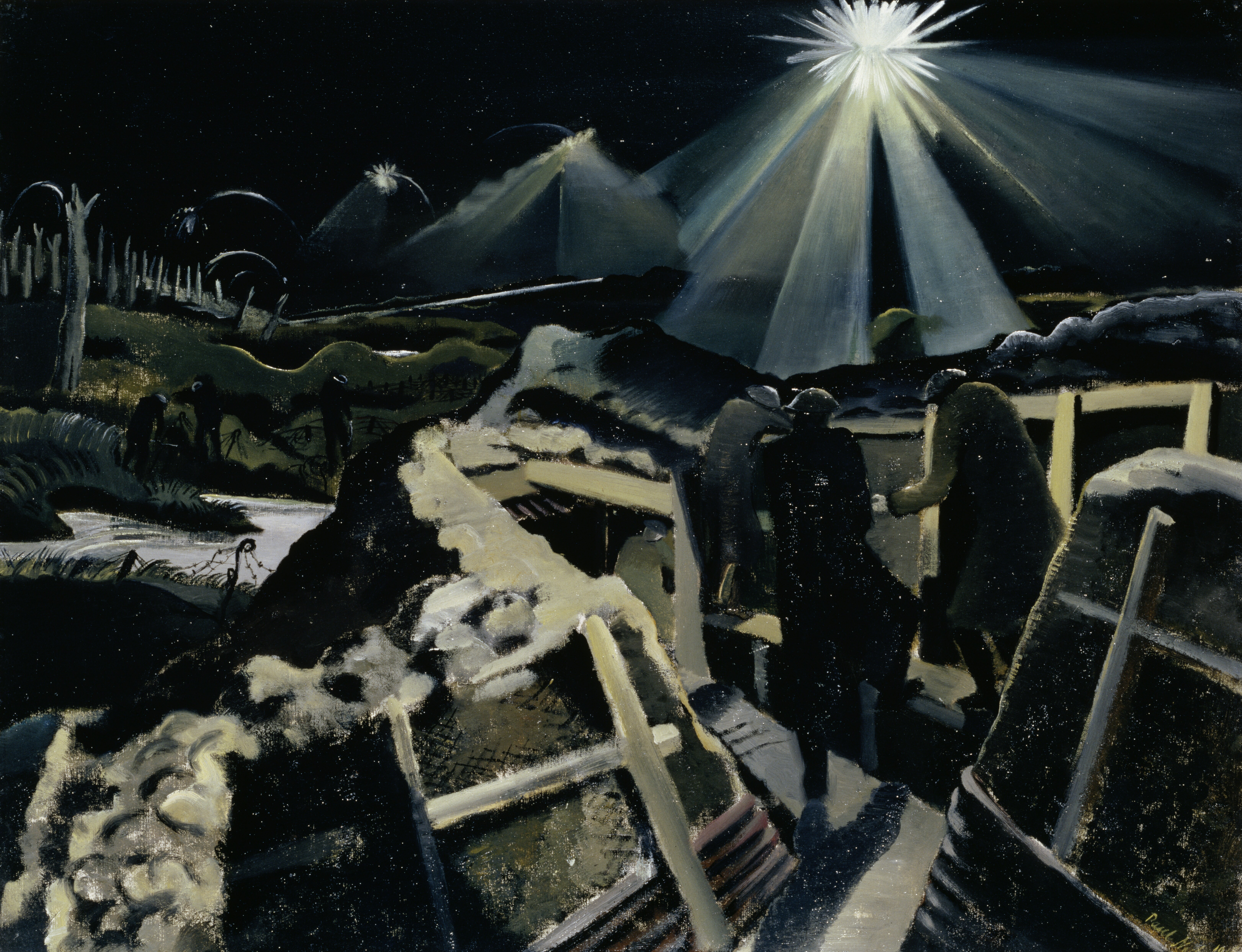
The Ypres Salient at Night Paul Nash, 1918
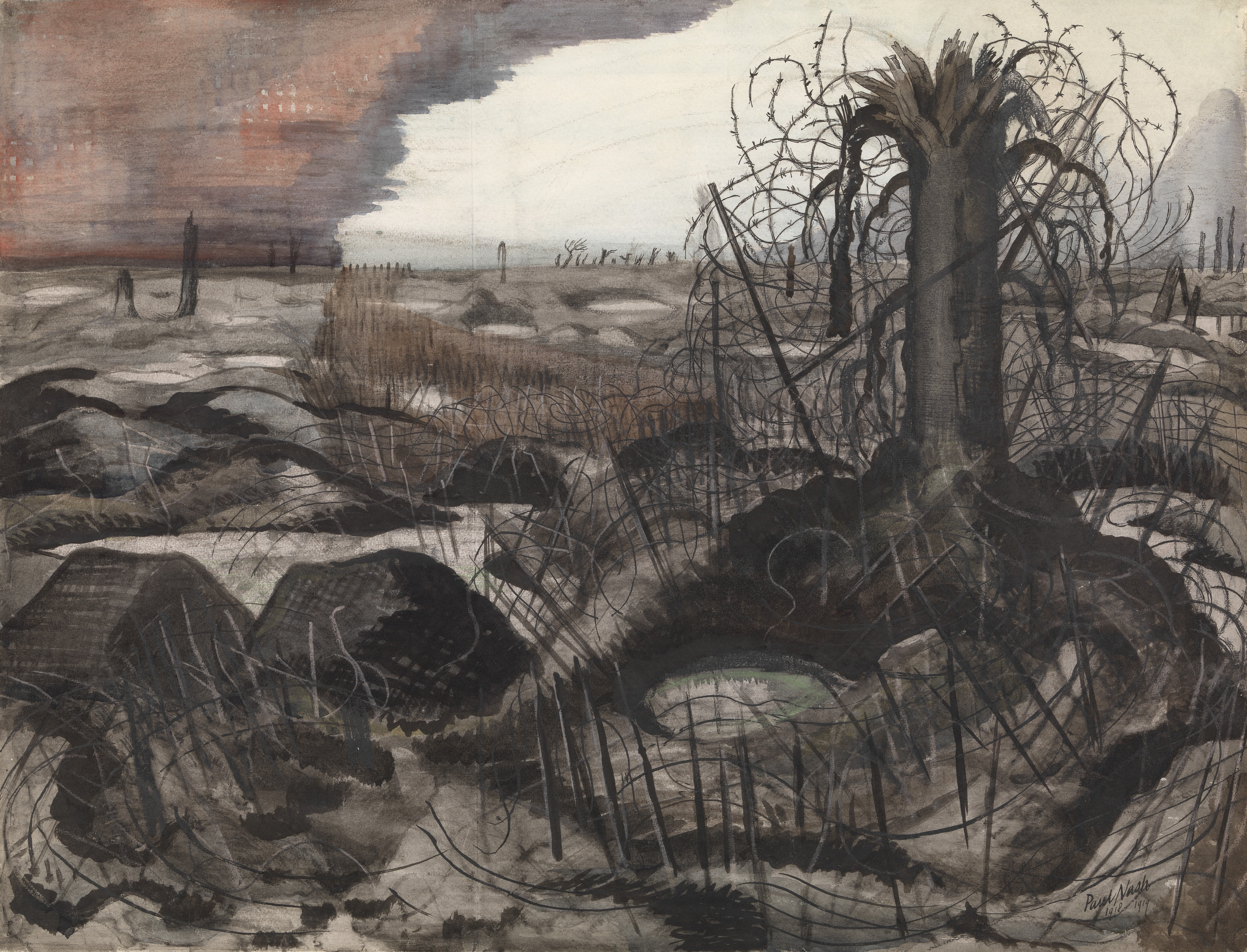
Wire Paul Nash, 1918/19
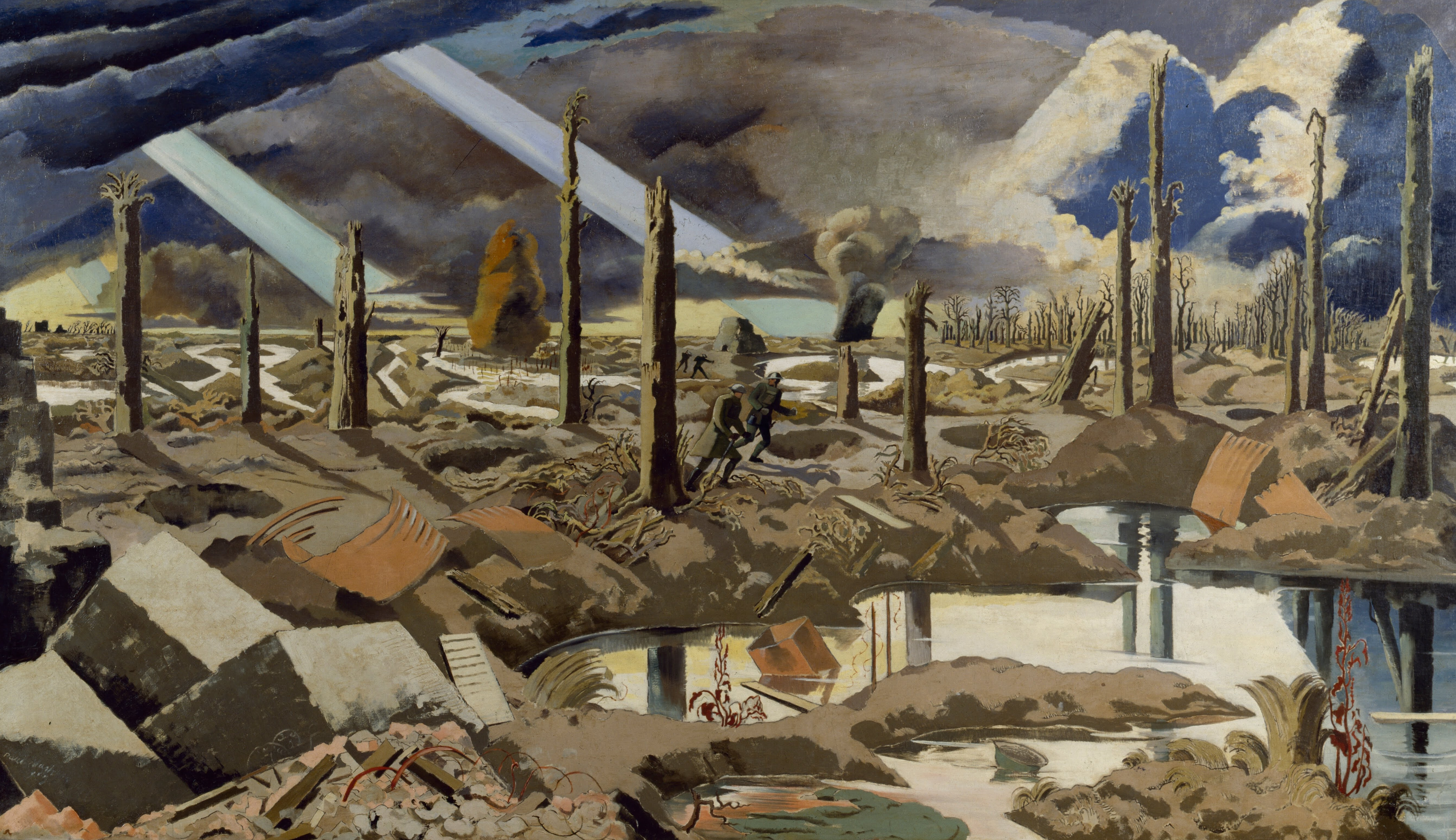
The Menin Road Paul Nash, 1919
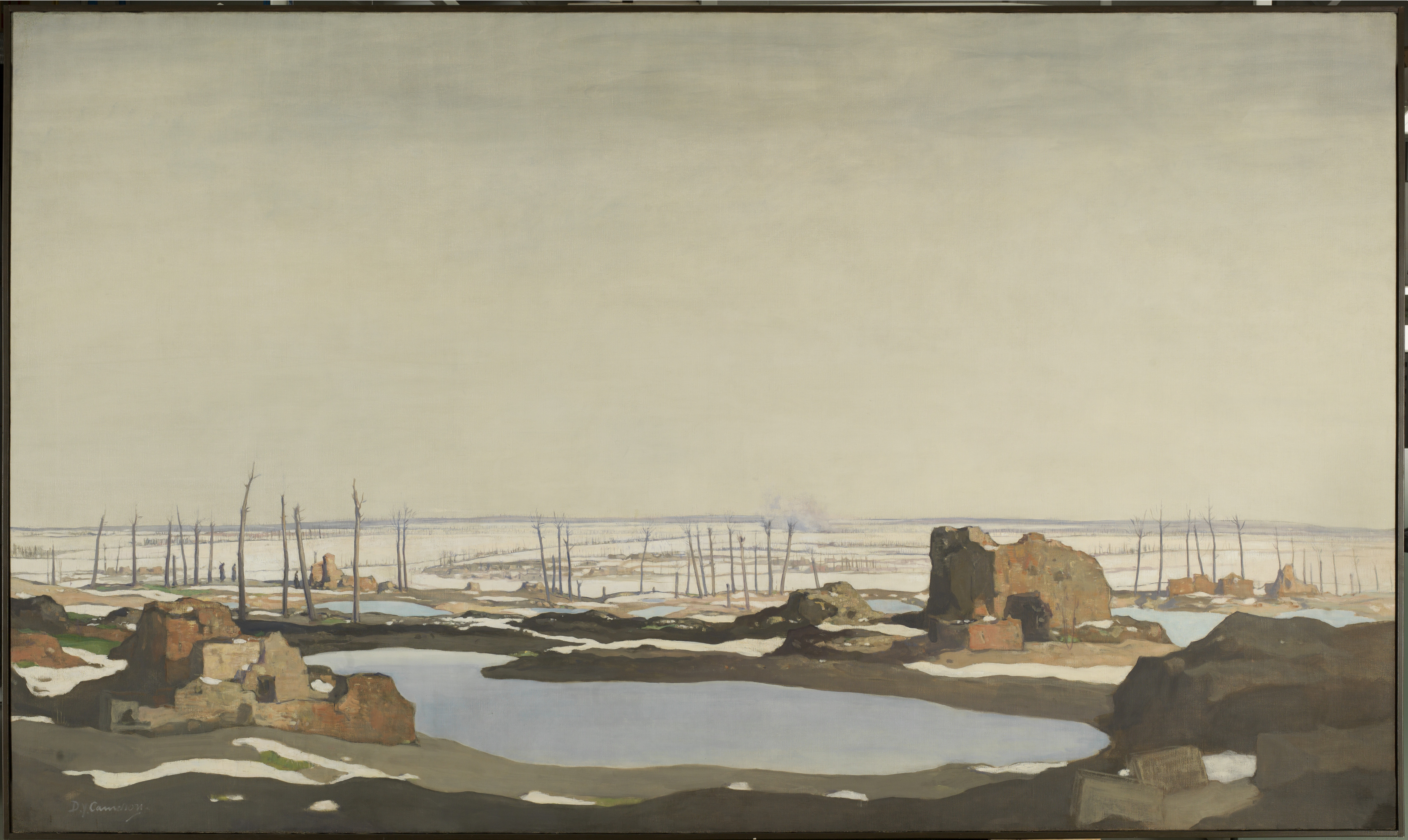
The Battlefields of Ypres – After David Young Cameron, 1920